# 宗川めぐみ
宗川 めぐみ（そうかわ めぐみ、10月31日 - ）は、日本の舞台女優、声優。福島県出身。

## 人物
2025年3月31日、同日付でオフィスPACが事業停止したことに伴い、翌4月1日付でフリー転向。
特技は料理、お菓子作り、タイピング、福島弁。

## 出演作品

### テレビアニメ
2008年
- 屍姫 赫（図書委員）
- しましまとらのしまじろう（2008年 - 、しゅんこ[1]、サルの男の子[1]、もんた[1] 他）-3シリーズ

2011年
- TIGER & BUNNY（女生徒）
- ましろ色シンフォニー（女子生徒）

2012年
- 坂道のアポロン（女生徒）

### ゲーム
2012年
- タイムトラベラーズ

### 吹き替え

#### 映画
- アイアンマン2
- アベンジャーズ（ショーナ・リンド）
- エアベンダー
- キャプテン・アメリカ/ザ・ファースト・アベンジャー
- グリーン・ホーネット（プールの美女）
- SUPER8/スーパーエイト
- センター・オブ・ジ・アース2 神秘の島
- ダークスカイズ（シェリー）
- ハリー・ポッターと死の秘宝PART2
- マイティ・ソー
- ミッション:インポッシブル/ゴースト・プロトコル
- ルビー・スパークス
- レッド・ステイト（シャイアン）

#### テレビドラマ
- ギルモア・ガールズ
- グッド・ワイフ
- 刑事ヴァランダー3 白夜の戦慄
- ザ・パシフィック
- 新ビバリーヒルズ青春白書
- タイタニック 愛と偽りの航海（ジョージアナ）
- トンイ
- ビッグバン★セオリー ギークなボクらの恋愛法則（バーナデット）
- 僕の彼女は九尾狐
- 名探偵モンク7
- レモネード・マウス

#### アニメ
- アーサー・クリスマスの大冒険
- ザ・マジカルナイト
- シュレック フォーエバー（ツアー客の少女）
- ティンカー・ベルと妖精の家

### 舞台
- 真田風雲録
- 二月のディナー（季子）
- 僕の東京日記（土橋郁代、ゲソ）